# Gahnia beecheyi
Gahnia beecheyi là loài thực vật có hoa trong họ Cói. Loài này được H.Mann mô tả khoa học đầu tiên năm 1867.

## Hình ảnh

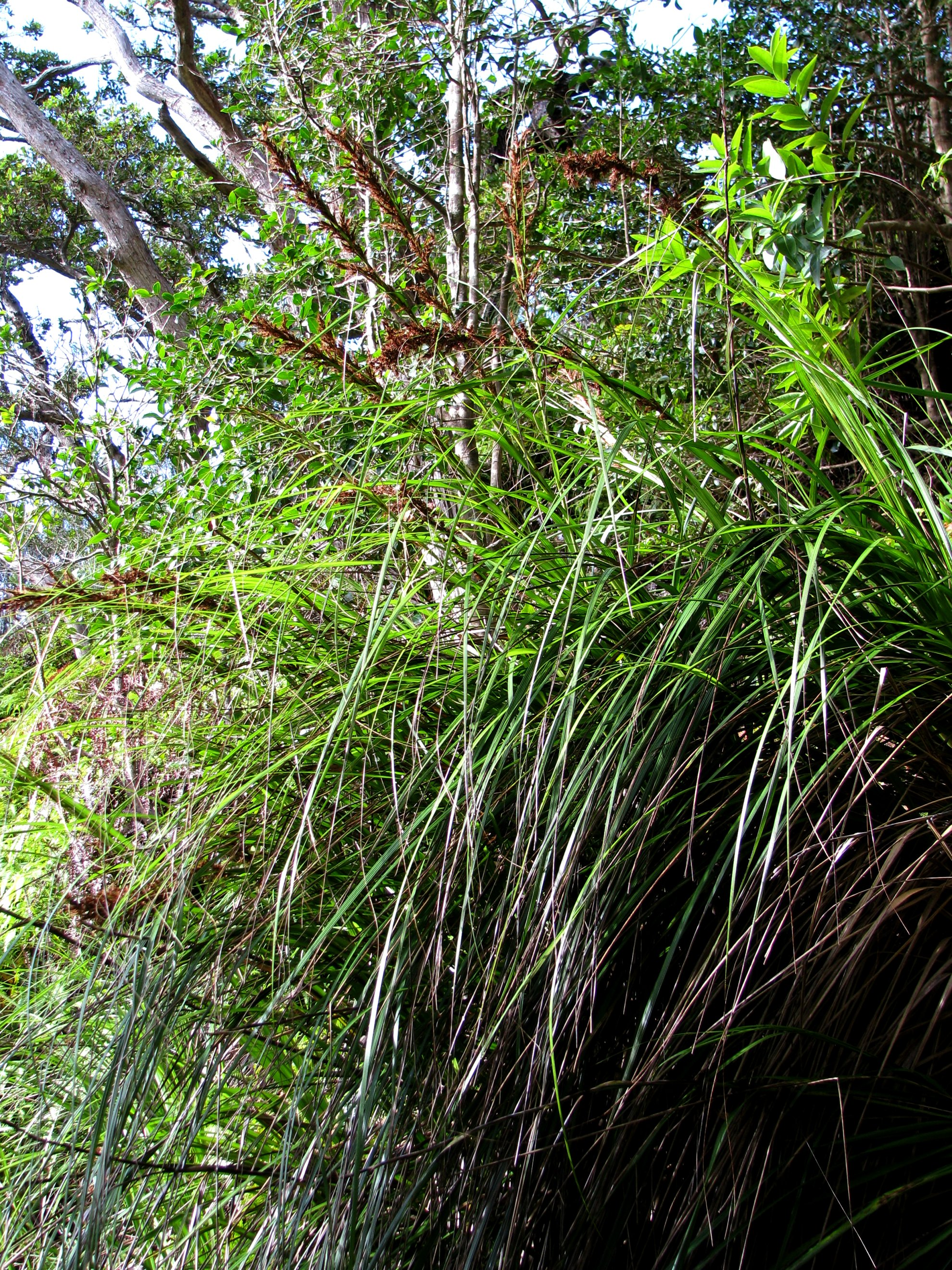
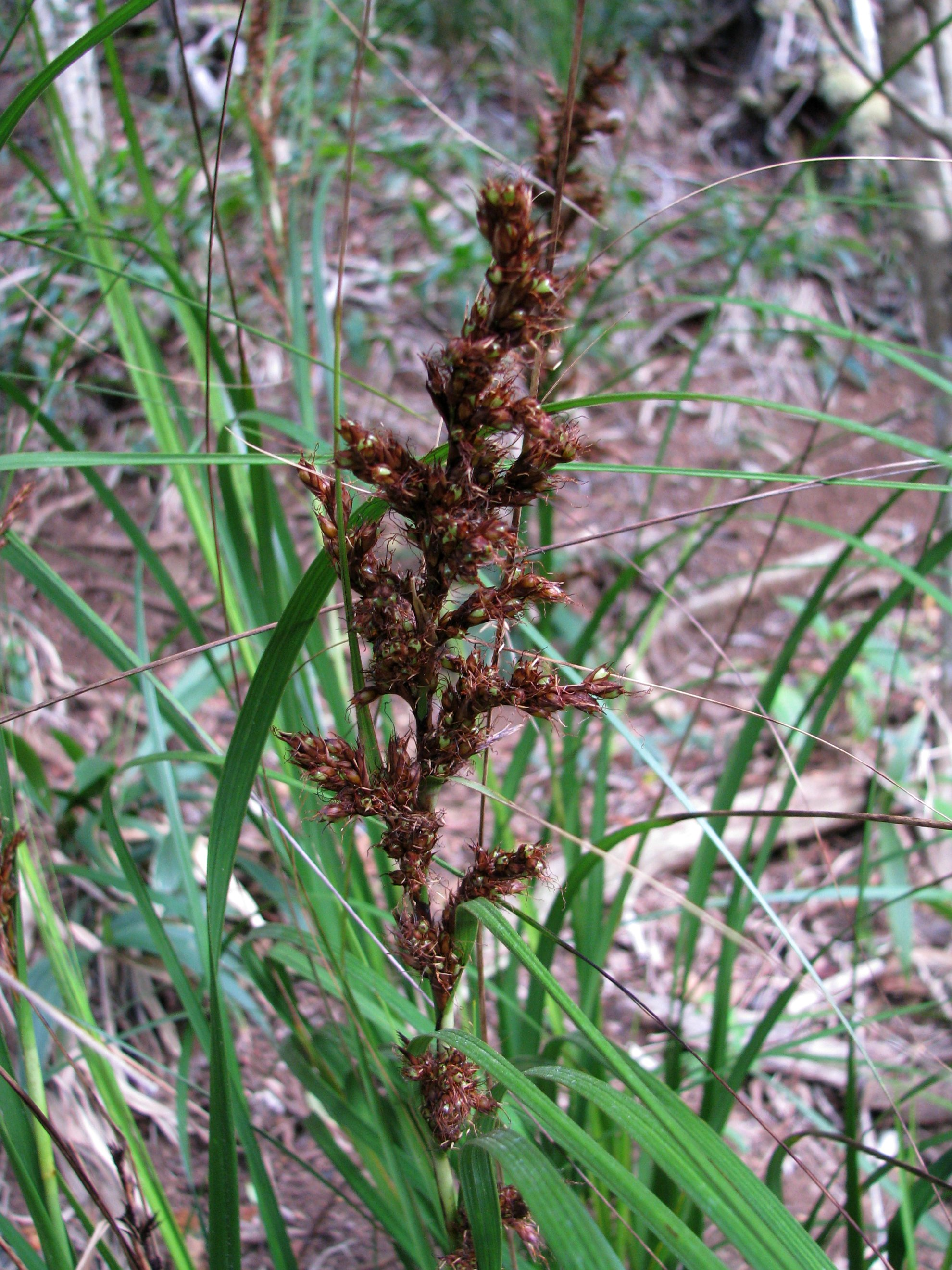
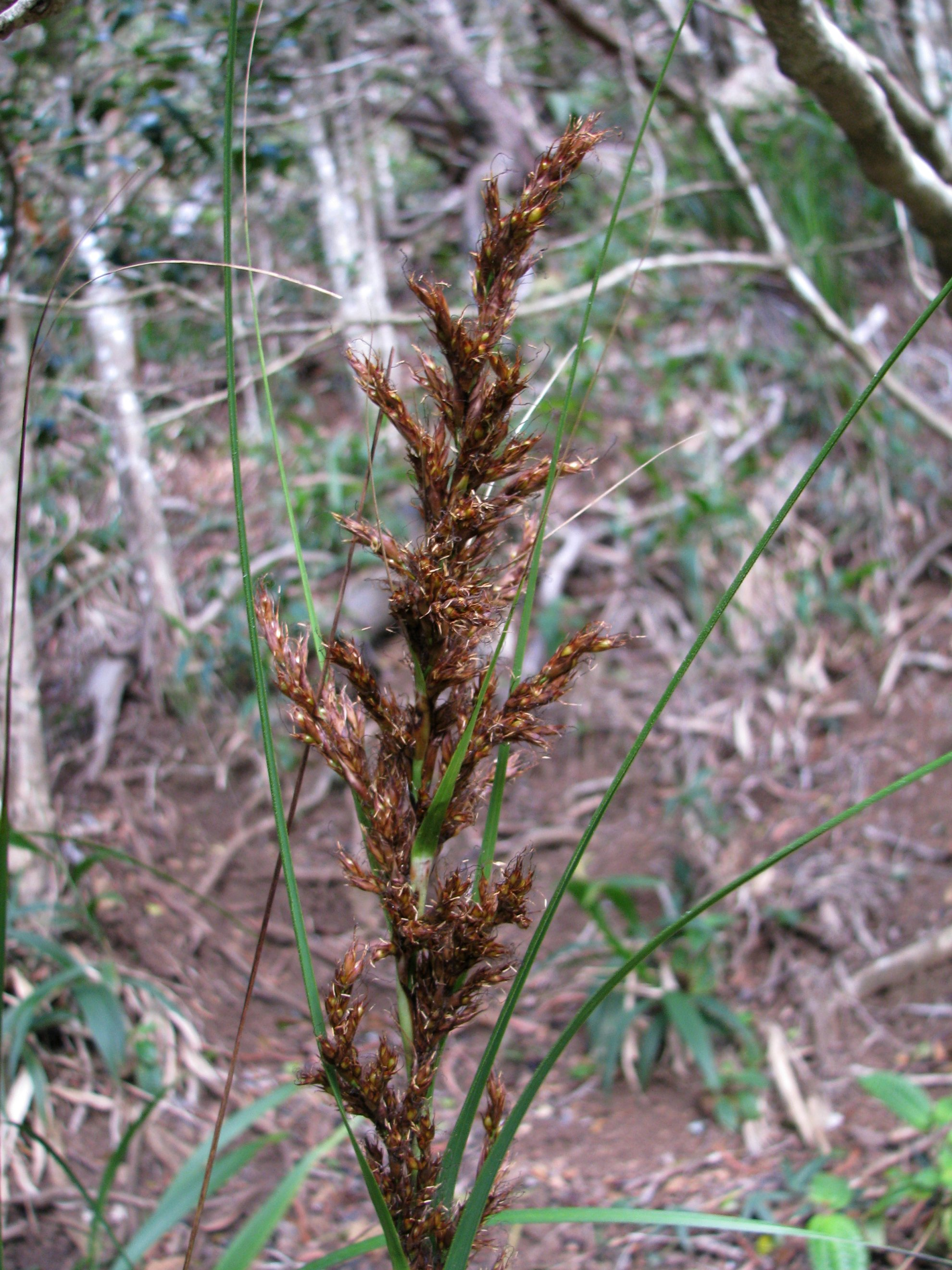
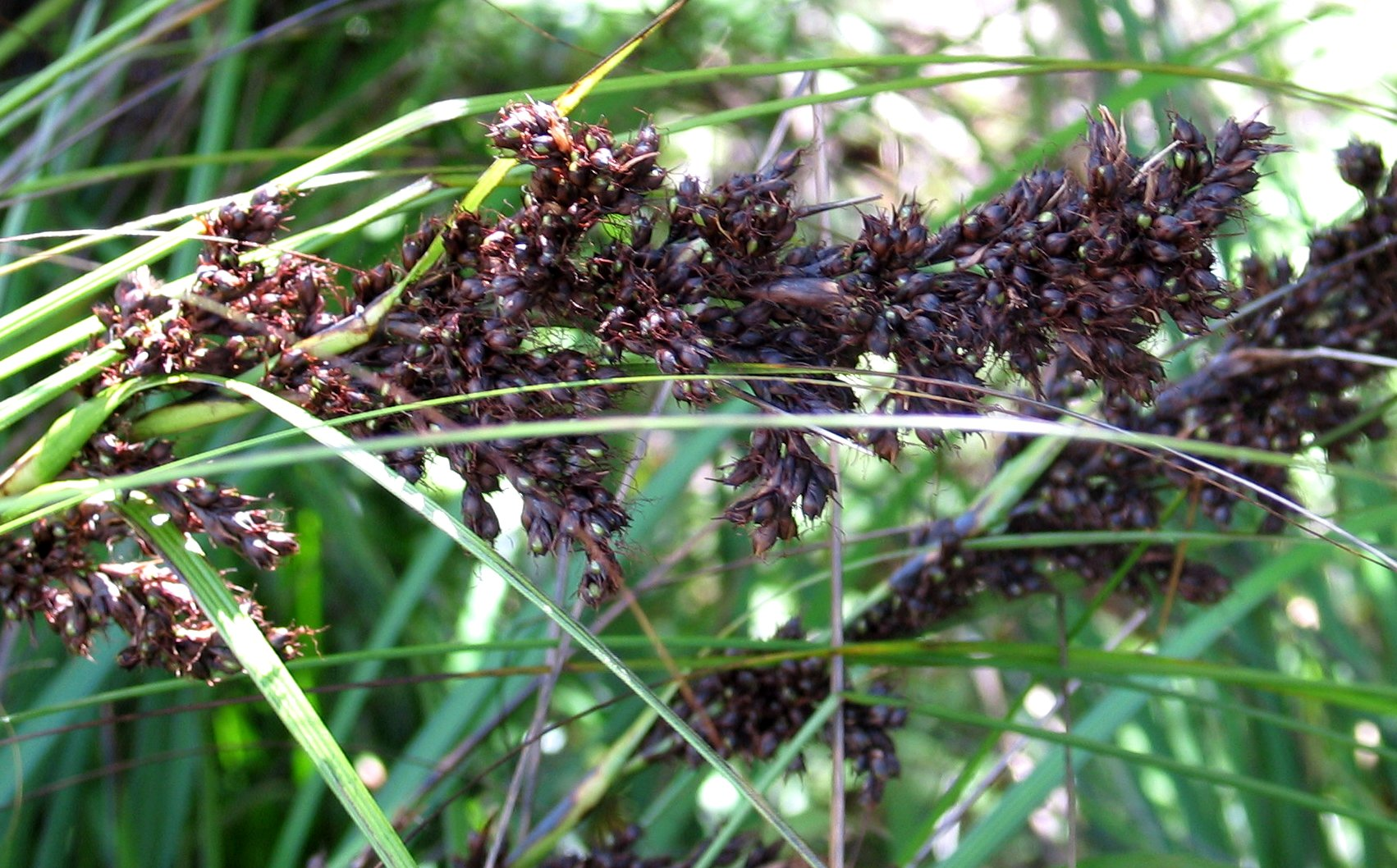